# Жалаги
Жалаги (дарг. Жалагъи) — раннесредневековый город на территории Дагестана, упоминаемый в арабских источниках, и в местных рукописях. Также часто упоминается под названиями «Кадака», «Кайтак». Считается самой ранней столицей Кайтагского уцмийства, был разрушен арабами входе завоеваний.
По сведениям Е. И. Козубского, это крупное городище в Кайтагском районе близ селений Варсит и Бажлук, входившее в Ирчамульский Магал, одно из значительных в Кайтаге. По данным Р. Магомедова, в Жалаги насчитывалось не менее 1000 хозяйств.
С. М. Броневский писал: «… Кайдаки получивший название свое от бывшаго в сих местах древняго города Кадака». Ибн Русте (перв. пол. 10-го в.): 
«На западе Хайдака стоят стены большого древнего города Жалаги (в тексте Saul). Говорят что это стены старого города Хайдака.»
Б. Г. Алиев отмечает, что в состав «Жалагъант» входило несколько поселений, в том числе и поселение «Гъадагьла ша», и что нижний участок территории «Жалагъант» и ныне называется «Жалагъла Гъадагъала ша» (жалагинское село Гадаги). Вся эта территория представляла собой хорошо охраняемое укрепление и труднодоступное место.